# Radar Men from the Moon
Radar Men from the Moon (bra: O Marechal do Universo) é um seriado estadunidense de 1952, gênero ficção científica e aventura, dirigido por Fred C. Brannon, em 12 capítulos, estrelado por George D. Wallace, Aline Towne e Roy Barcroft. Foi produzido e distribuído pela Republic Pictures, e veiculou nos cinemas estadunidenses a partir de 9 de janeiro de 1952.
O 59º entre os 66 seriados produzidos pela Republic Pictures, foi o primeiro seriado da Republic sobre o personagem Commando Cody. O seriado foi relançado em 30 de setembro de 1957, e em 1966 foi editado como filme para televisão, com 100 minutos, sob o título Retik the Moon Menace.
Um seriado anterior da Republic, King of the Rocket Men, de 1949, introduzira o personagem Rocket Man, que usava um traje de foguete com capacidade para voar. Posteriormente, personagens com características semelhantes reapareceriam em outros seriados, sob outros nomes, como é o caso de Commando Cody, que igualmente usa um traje de foguete. Nos seriados posteriores Zombies of the Stratosphere e Commando Cody: Sky Marshal of the Universe,  o personagem Commando Cody reaparece. No primeiro deles, Zombies of the Stratosphere, também lançado em 1952, o nome do herói foi mudado de Commando Cody para Larry Martin, mas apresenta os mesmos recursos, o traje com alta tecnologia e as instalações de laboratório que Commando Cody tem em Radar Men from the Moon. O segundo deles, Commando Cody: Sky Marshal of the Universe, foi originalmente concebido como uma série de televisão da Republic, mas lançado (por motivos contratuais) como um seriado cinematográfico, e dois anos mais tarde, em 1955, finalmente foi lançado na TV com doze episódios de 25 minutos.[carece de fontes?]

## Sinopse

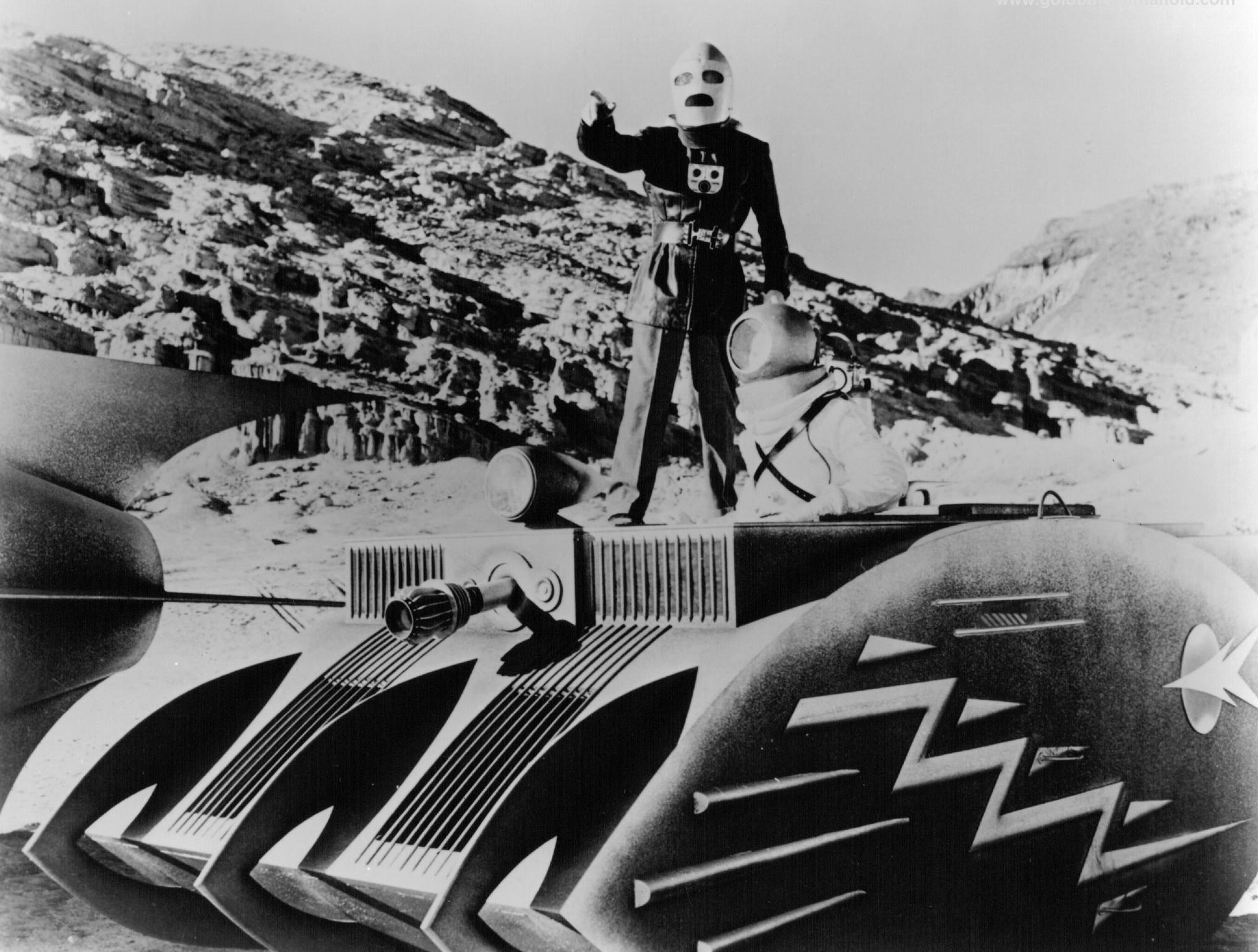
Commando Cody em um tanque lunar.

O seriado recicla o poderoso traje voador do seriado de 1949, King of the Rocket Men. O personagem principal, Commando Cody, é um pesquisador civil com um grande número de funcionários e um laboratório (o edifício do laboratório é, na verdade, o escritório frontal da Republic Pictures com um falso símbolo de “Cody Laboratories”).
Commando Cody tem um traje de foguete voador e uma nave capaz de atingir a Lua. Quando os Estados Unidos se encontram sob o ataque de misteriosas forças capazes de destruir todas as bases militares e complexos industriais, Cody supõe que a terra está sob ataque de sua própria lua. Ele leva o foguete lá para descobrir e confrontar o ditador da Lua, Retik, que anuncia planos para conquistar a Terra e mover toda a população da Lua para lá.
Cody passa a maior parte dos capítulos na Terra, lutando contra um guerreiro lunar indescritível chamado Krog e sua gangue de bandidos humanos, contratados para roubar um estoque de suprimentos para a invasão. Clayton Moore interpreta o gângster chefe de Krog.
O primeiro capítulo de Radar Men from the Moon gerou a famosa expressão "Atividade atômica na lua. Explosão atômica na Terra" (proferida por Henderson quando conta os resultados da pesquisa de cientistas do governo).

## Elenco
- George Wallace … Commando Cody. O personagem Commando Cody inicia-se nesse seriado. O personagem é anunciado antes do título nos créditos de abertura e acima do título e dos nomes dos atores nos posters.[1]
- Aline Towne … Joan Gilbert
- Roy Barcroft … Retik, Ruler da Lua. Governante da lua. Barcroft foi escalado como Retik para coincidir com as cenas de arquivo reutilizadas do seriado The Purple Monster Strikes. Ele usa a mesma roupa nos dois seriados.[3]
- William Bakewell … Ted Richards
- Clayton Moore … Graber
- Peter Brocco … Krog
- Bob Stevenson … Daly

## Produção
Radar Men from the Moon foi orçado em $172,840, porém seu custo final foi $185,702, e foi o mais caro seriado da Republic em 1952. Foi filmado entre 17 de outubro e 6 de novembro de 1951, sob o título provisório Planet Men from Mars, e foi a produção nº 1932.
No entanto, na prática, o orçamento era tão apertado que não havia nenhum dublê para o ator George Wallace, e seu nariz foi quebrado durante as filmagens de uma luta com Clayton Moore. O ator também foi suspenso em uma placa com o traje de foguete, na frente de uma tela de projeção para as tomadas de voo. Wallace realizou suas próprias descolagens saltando sobre um trampolim que iria enviar-lhe na frente da câmera, dando a imprtessão de voo.
O seriado reutilizou grande parte das cenas de um seriado anterior, King of the Rocket Men, para o qual se tornou uma pseudo-sequência. Também foi usado o Juggernaut repintado do seriado Undersea Kingdom. Radar Men from the Moon mostra o espaço todo iluminado, e os homens caminhando na Lua com gravidade normal e sem trajes especiais. O exterior do escritório de Commando Cody é, na verdade, o escritório da Republic Pictures.
Dois capacetes foram usados para o traje de Commando Cody, com uma versão mais leve para uso nas cenas de dublê. As viseiras dos capacetes sempre ficavam presas.

## Lançamento

### Cinema
O lançamento oficial de Radar Men from the Moon é datado de 9 de janeiro de 1952, apesar de esta ser a data da disponibilização do 6º capítulo.
O lançamento do seriado foi seguido pelo relançamento do seriado Perils of Nyoka, reintitulado Nyoka and the Tigermen,ao invés de um novo seriado, como era costume da Republic naquela época. O próximo seriado, Zombies of the Stratosphere, que também usou o traje de foguete e reutilizou cenas de arquivo, seguiu-se no verão do mesmo ano.
O seriado foi relançado, como era costume da Republic, em 30 de setembro de 1957, entre os relançamentos de Zorro's Black Whip e Son of Zorro. O último seriado originalmente lançado da Republic foi King of the Carnival, em 1955.

### Televisão
Radar Men from the Moon foi um dos 26 seriados da Republic a serem relançados em versão para televisão, editada com 100 minutos, em 1966, no Century 66 project. Teve, então, o título mudado para Retik the Moon Menace.

### Mystery Science Theater 3000
Em 1989, a série readquiriu notoriedade como o primeiro curta usado pelo cult clássico Mystery Science Theater 3000. Os primeiros capítulos do seriado foram satirizados e apenas metade dos capítulos seguintes foi mostrada, com a desculpa de que o filme “quebrou”.

## Capítulos
1. Moon Rocket (20 min)
2. Molten Terror (13min 20s)
3. Bridge of Death (13min 20s)
4. Flight to Destruction (13min 20s)
5. Murder Car (13min 20s)
6. Hills of Death (13min 20s)
7. Camouflaged Destruction (13min 20s)
8. The Enemy Planet (13min 20s)
9. Battle in the Stratosphere (13min 20s)
10. Mass Execution (13min 20s)
11. Planned Pursuit (13min 20s)
12. Death of the Moon Man (13min 20s)

Fonte: